# Nicholas Paine Gilman
Nicholas Paine Gilman (født 21. december 1849 i Quincy, Illinois, død 23. januar 1912) var en amerikansk socialøkonom.
Gilman var en række år unitarisk præst. Hans navn er særlig knyttet til propagandaen for andelssystemet som form for arbejdslønning, og i Profit Sharing (1888) har han givet en fremstilling af dette; ved dannelsen af Association for the Promotion of Profit-Sharing (1892) blev han denne forenings sekretær og redaktør af dets tidsskrift. I Methods of Industrial Peace (1904) har han givet en udførlig redegørelse for de forskellige metoder til at forebygge og bilægge arbejdsstridigheder.